# 宮崎賞 (神戸都市問題研究所)
神戸都市問題研究所・宮崎賞（ざい・こうべとしもんだいけんきゅうじょ・みやざきしょう）は、全国の自治体、研究者などに与えられる賞。
兵庫県神戸市の市長を5期20年間に渡って務めた宮崎辰雄の業績を記念して1985年（昭和60年）に創設された。
「財団法人・神戸都市問題研究所」の研究員による現地調査を経て、地方自治の経営・政策的観点から優れた実績が認められる自治体、研究者を対象に賞が与えられるもの。